# Cristian Malmagro Viaña
Cristian Malmagro Viaña (nascut l'11 de març de 1983 a Granollers, Catalunya) és un jugador d'handbol de la Lliga ASOBAL.
Jugador esquerrà amb marcat caràcter individual, destaca per la seva tècnica en l'aspecte ofensiu del joc. Malmagro estava predestinat a destacar en aquest esport i en el seu club, perquè l'handbol corre per les seves venes. El seu avi, Alexandre Viaña, va ser un pivot internacional del Granollers a principis dels seixanta, i el seu oncle, Alex Viaña, un dels centrals de l'equip dels noranta i posteriorment ajudant de l'entrenador Manuel Montoya.
El tècnic bosnià Seado Hasanefendic el va fer debutar a la Lliga ASOBAL amb 17 anys. A poc a poc ha anat abandonant el lloc d'extrem pel lateral. Amb 1,91 metres i una gran tècnica s'ha erigit en el millor golejador no estranger de la Lliga i el màxim realitzador des dels set metres, una especialitat que cultiva des de jove però que va depurar al costat de Patrik Čavar.
El 2007 va finalitzar el seu contracte amb el BM Granollers i va fitxar pel Portland San Antonio. Per passar unes quantes temporades a l'equip navarrès a l'estiu del 2010, s'ha confirmat el seu traspàs a l'equip danès de AG Kopenhagen per a tres campanyes.

## Trajectòria
- 1999-00 BM Granollers B
- 2000-07 BM Granollers
- 2007-10 Portland San Antonio
- 2010-2012 AG København
- 2012-2013 Montpellier Handball
- 2013-2014 al Ain
- 2014-2015 CSM Baia Mare
- 07-12/2015 Naturhouse La Rioja
- 07-12/2022 Sant Martí Adrianenc